# Anders Nielsen (voetballer 1972)
Anders Nielsen (Kalundborg, 23 november 1972) is een Deens voormalig voetballer die als aanvaller speelde.
Nielsen begon bij Lyngby BK en speelde vervolgens in Nederland voor PSV, RKC Waalwijk (huur) en Sparta Rotterdam. Hij besloot in 2010 zijn loopbaan als speler-coach bij Svebølle B&I en is sindsdien jeugdtrainer bij Kalundborg GB. Nielsen speelde ook in Deense jeugdselecties.

## Erelijst
Lyngby BK
- Deens landskampioenschap

1992
- Beker van Denemarken

1990